# Dolichopus lepidus
Dolichopus lepidus är en tvåvingeart som beskrevs av Rasmus Carl Staeger 1842. Dolichopus lepidus ingår i släktet Dolichopus och familjen styltflugor. Arten är reproducerande i Sverige. Inga underarter finns listade i Catalogue of Life.